# Porte du Point-du-Jour
Ne doit pas être confondu avec Porte du Jour.
Pour les articles homonymes, voir Point du jour.
La porte du Point-du-Jour est une porte de Paris, en France, située dans le 16e arrondissement.

## Situation et accès

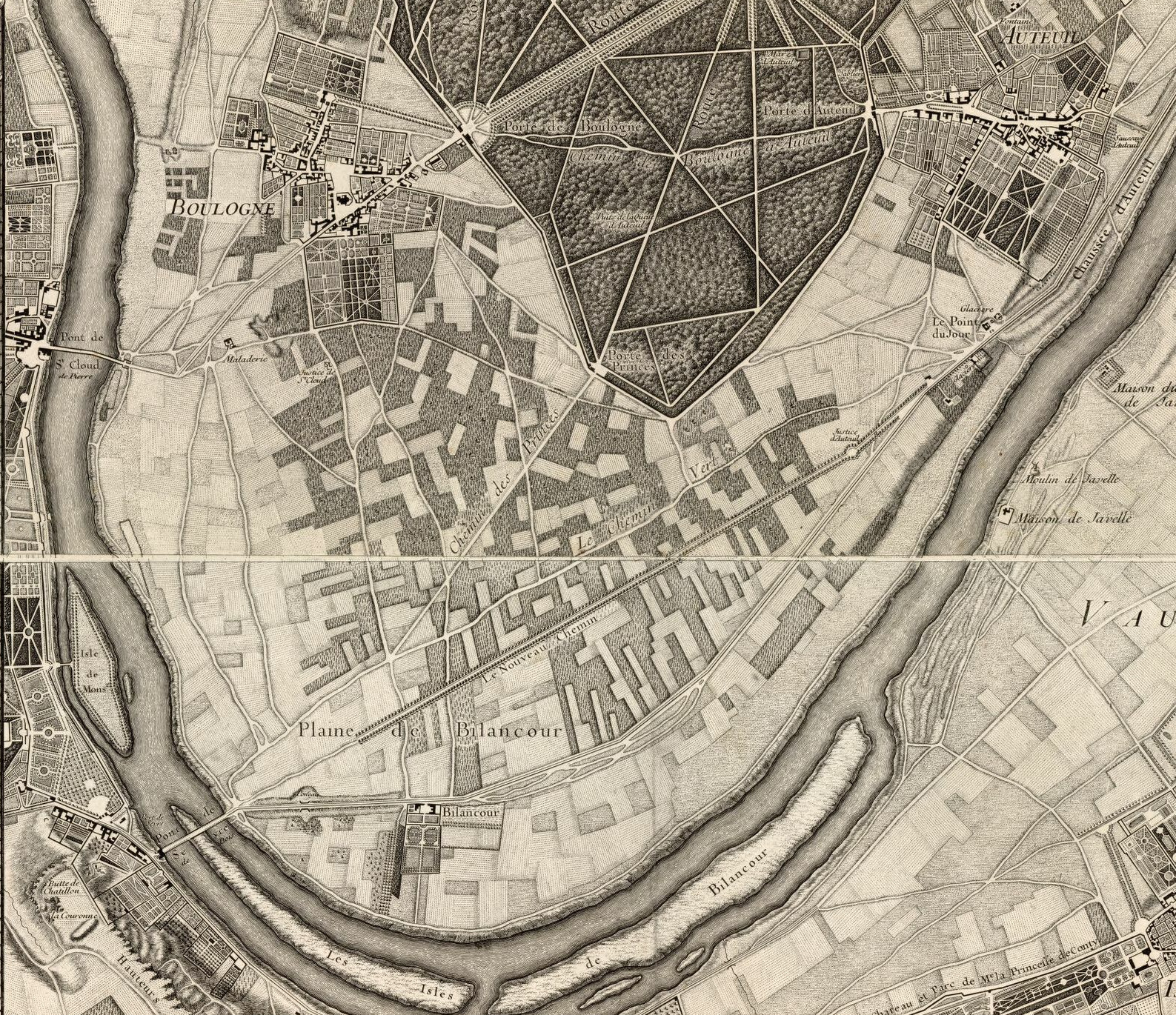
Le Point-du-Jour entre Billancourt et Auteuil, Roussel, Paris, ses fauxbourgs et ses environs, 1731.

La porte du Point-du-Jour est une petite porte de Paris située à 400 m à l'ouest de la porte du Bas-Meudon et 150 m à l'est de la porte de Saint-Cloud. C'est la première porte de Paris située sur la rive droite en aval de la Seine. Elle se trouve sur le boulevard Murat, à l'intersection avec l'avenue Marcel-Doret, la rue Claude-Terrasse (ancienne rue de Billancourt) et la rue Gudin. Cette avenue était autrefois appelée « avenue de la Porte-du-Point-du-Jour » et conduisait à Boulogne-Billancourt, rue du Point-du-Jour. Cet axe fut scindé en deux lors de la construction du boulevard périphérique de Paris, de sorte que cette porte n'a plus d'existence en tant que telle.
La porte du Point-du-Jour ne constitue pas un accès aux voies du boulevard périphérique. Elle est desservie par la ligne 9 du métro à la station Porte de Saint-Cloud.

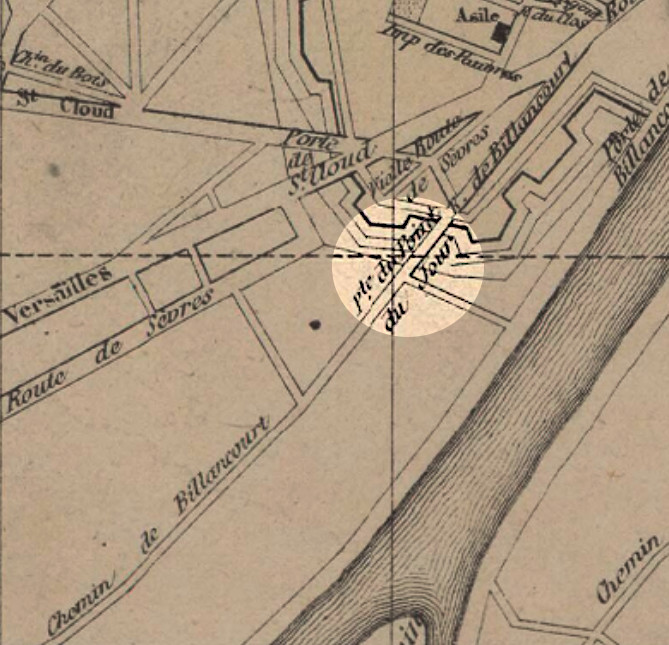
La porte du Point-du-Jour sur le plan d'Eugène Lanée de 1861.
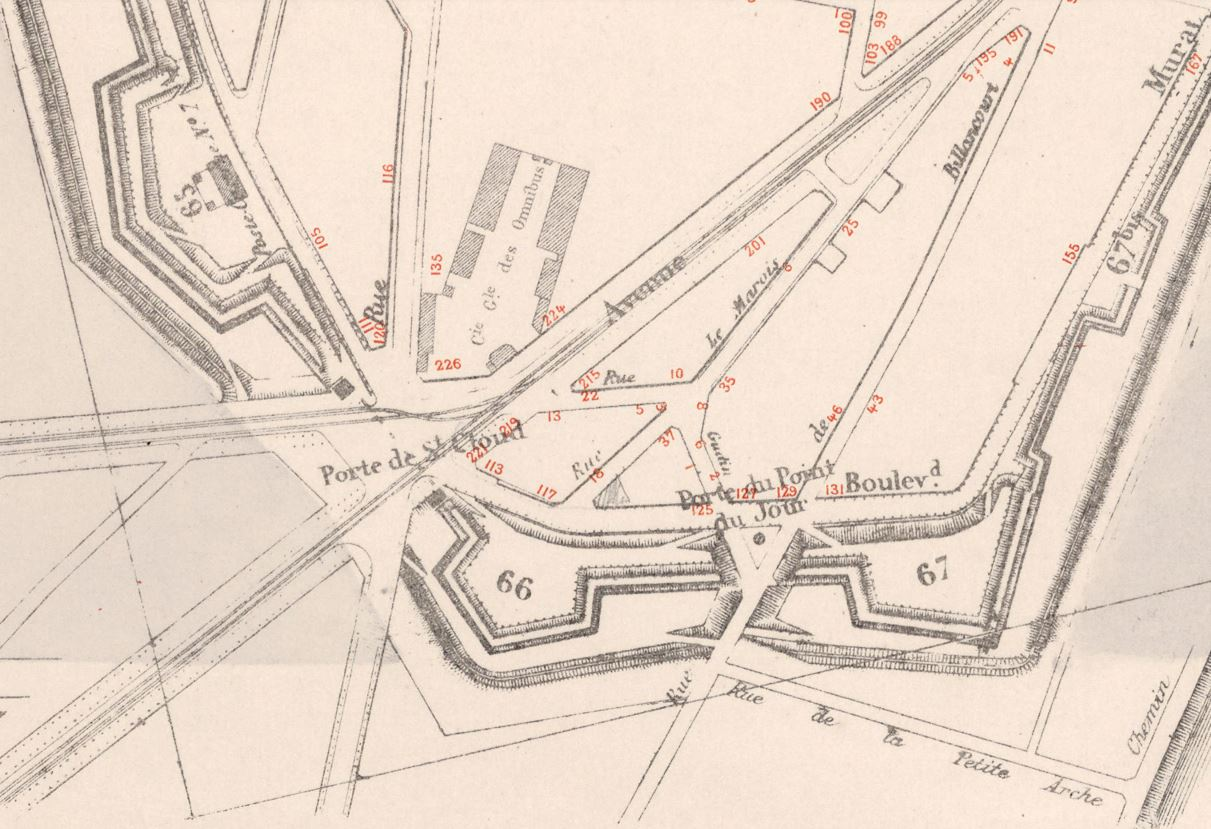
La porte du Point-du-Jour et celle de Saint-Cloud sur un plan de 1883.

## Origine du nom
Le « Point du Jour » était un lieu-dit.

Le nom « point du jour » aurait pour origine le duel qui eut lieu aux premières lueurs de l’aube à cet endroit sur les quais de Seine le 4 mars 1748 entre Antoine François, comte de Coigny, fils du maréchal de Coigny et le prince de Dombes, petit-fils de Louis XIV et de Madame de Montespan. Le comte de Coigny fut tué au cours de ce duel et le lieu aurait été alors connu sous ce nom,. Toutefois le nom apparaît déjà sur le plan de Roussel dans les années 1730.

## Historique

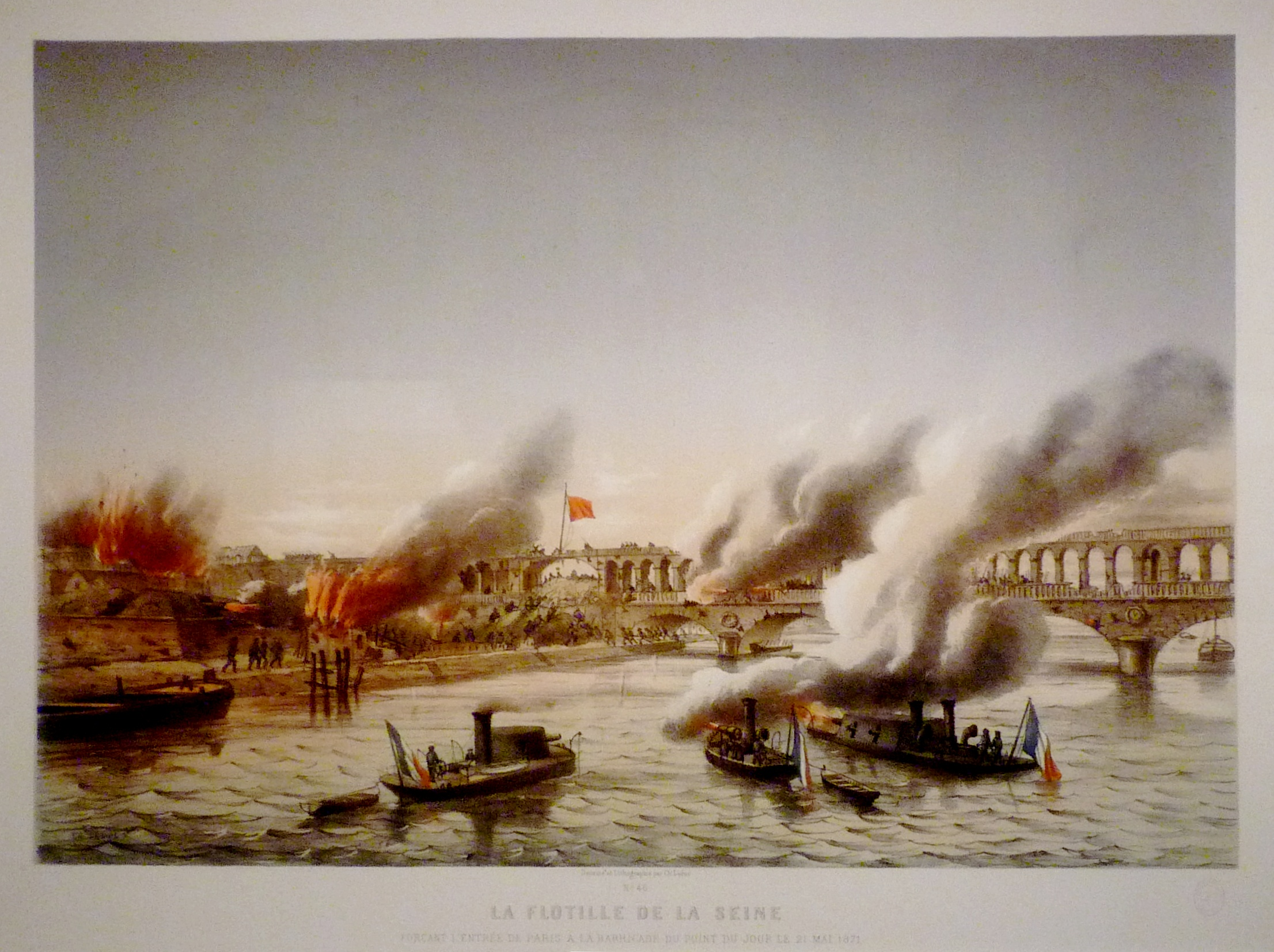
Les troupes versaillaises entrant dans Paris par la porte du Point-du-Jour le 21 mai 1871, lithographie de Charles Leduc, musée Carnavalet.

C'est à partir de cette porte que les représentants de la Commune  de Paris accompagnent le roi jusqu'à l'hôtel de ville de Paris, le 17 juillet 1789.
C'est par cette porte que, le 21 mai 1871, durant la Commune de Paris, grâce à l'aide d'un piqueur des Ponts-et-Chaussées de Paris, Jules Ducatel, les troupes régulières versaillaises entrent dans Paris,. C'est le début de la Semaine sanglante.

## Bâtiments remarquables et lieux de mémoire
Le quartier est proche de la Seine et du port du Point-du-Jour.
- La Tour TF1 se situe à proximité.
- De nombreux courts de tennis sont implantés de part et d'autre du périphérique avec d'un côté le Tennis club de Paris et de l'autre le Tennis Club du 16e.